# Jim Jones
Jim Warren Jones, bedre kendt som Jim Jones (Født d. 13 maj 1931 - død d. 18 november 1978) var en kultleder, der var grundlægger af amerikanske religiøse/politiske organisation Peoples Temple. D. 18 november 1978, ledte han over 900 til at begå selvmord, hvilket skulle blive kendt som massakren i Jonestown.
 Der er for få eller ingen kildehenvisninger i denne artikel, hvilket er et problem. Du kan hjælpe ved at angive troværdige kilder til de påstande, som fremføres i artiklen.